# Andningssvikt
Andningssvikt, andningsinsufficiens, respirationssvikt eller respiratorisk insufficiens innebär att andningen inte fungerar som den ska, vilket leder till syrebrist (hypoxi).
Andningssvikt kan ha många orsaker, men den vanligaste orsaken är KOL (kronisk obstruktiv lungsjukdom). Några andra orsaker är lungsvikt, som innebär att antalet fungerande alveoler är kraftigt nedsatt som följd av sjukdom eller skada; ventilationssvikt, vilket innebär att andningsrörelserna och flödet av koldioxid och syre är kraftigt minskad; eller skada på de motoriska nerver som leder till lungorna, som leder till att diafragman inte kan kontrahera, vilket den måste göra för att andningen ska fungera.